# Marconi-Preis
Der Marconi-Preis ist eine jährlich von der Marconi Society verliehene Auszeichnung für Fortschritte bei der Informationsübertragung, Der Preis ist mit 100.000 US-Dollar dotiert; zusätzlich erhalten die Preisträger, die sich Marconi Fellows nennen, eine Skulptur. Namensgeber ist Guglielmo Marconi, der italienische Radiopionier und Unternehmensgründer der Wireless Telegraph & Signal Company.

## Preisträger
- 1975: James Rhyne Killian
- 1976: Hiroshi Inose
- 1977: Arthur Leonard Schawlow
- 1978: Edward Colin Cherry
- 1979: John Robinson Pierce
- 1980: Yash Pal
- 1981: Seymour Papert
- 1982: Arthur C. Clarke
- 1983: Francesco Carassa
- 1984: Eric Albert Ash
- 1985: Charles Kuen Kao
- 1986: Leonard Kleinrock
- 1987: Robert Wendell Lucky
- 1988: Federico Faggin
- 1989: Robert Noel Hall
- 1990: Andrew J. Viterbi
- 1991: Paul Baran
- 1992: James L. Flanagan
- 1993: Izuo Hayashi
- 1994: Robert E. Kahn
- 1995: Jacob Ziv
- 1996: Gottfried Ungerboeck
- 1997: G. David Forney jr.
- 1998: Vinton G. Cerf
- 1999: James L. Massey
- 2000: Martin Hellman und Whitfield Diffie
- 2001: Herwig Kogelnik und Allan Snyder
- 2002: Tim Berners-Lee
- 2003: Robert Metcalfe und Robert Gray Gallager
- 2004: Sergey Brin und Lawrence Page
- 2005: Claude Berrou
- 2006: John M. Cioffi
- 2007: Ronald L. Rivest
- 2008: David N. Payne
- 2009: Andrew Chraplyvy und Robert Tkach
- 2010: Charles Geschke und John Warnock
- 2011: Irwin Mark Jacobs und Jack Keil Wolf
- 2012: Henry Samueli
- 2013: Martin Cooper
- 2014: Arogyaswami Joseph Paulraj
- 2015: Peter T. Kirstein
- 2016: Bradford Parkinson
- 2017: Arun N. Netravali
- 2018: Frank Thomson Leighton
- 2019: Paul C. Kocher, Taher Elgamal
- 2020: Andrea Goldsmith
- 2022: Siavash Alamouti
- 2023: Hari Balakrishnan
- 2024: Teresa Meng
- 2025: Nick McKeown